# Norma Shearer
Edith Norma Shearer (Montreal, 10 de agosto de 1902-Los Ángeles, 12 de junio de 1983) fue una actriz canadiense-estadounidense que estuvo en activo en el cine desde 1919 hasta 1942. Shearer interpretó a menudo a mujeres valientes y sexualmente liberadas. Apareció en adaptaciones de Noël Coward, Eugene O'Neill y William Shakespeare, y fue la primera nominada al Premios de la Academia en cinco ocasiones, ganando el premio a la mejor actriz por The Divorcee (1930).
Al reseñar la obra de Shearer, Mick LaSalle la calificó como "el ejemplo de la sofisticada feminidad de los años 30... explorando el amor y el sexo con una honestidad que se consideraría franca para los estándares modernos".

## Primeros años

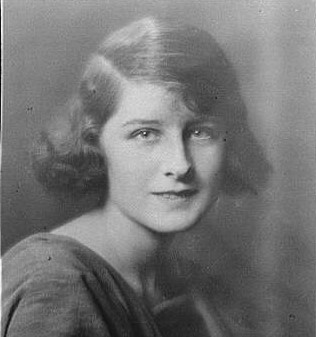
Retrato de Shearer, por Arnold Genthe, c. 1920

Su infancia transcurrió en Montreal, donde se educó en el Montreal High School for Girls y en el Westmount High School. Su vida fue privilegiada, debido al éxito del negocio de construcción de su padre. Sin embargo, el matrimonio de sus padres era infeliz. Andrew Shearer era propenso a la depresión maníaca y "se movía como una sombra o un fantasma por la casa", mientras que su madre, Edith Fisher Shearer, era atractiva, extravagante y elegante. 
La infancia y la adolescencia que Shearer describió en una ocasión como "un sueño placentero" terminó en 1918, cuando la empresa de su padre se derrumbó y su hermana mayor, Athole, sufrió su primera crisis mental grave. Obligada a mudarse a una pequeña y lúgubre casa en un "modesto" suburbio de Montreal, Shearer descubrió que su actitud decidida sólo se vio reforzada por la repentina caída en la pobreza: "A una edad temprana, me formé una filosofía sobre el fracaso. Tal vez una empresa, como el negocio de mi padre, podía fracasar, pero eso no significaba que mi padre hubiera fracasado".
Shearer fue una de las estrellas más populares en el firmamento de Hollywood de los años treinta porque personificaba más que ningún otro intérprete el brillo de la Metro Goldwyn Mayer en el momento de mayor gloria de los estudios.  
Si bien su carrera se extiende desde 1920 hasta 1942, su imagen está absolutamente ligada al período 1930-1936, aunque hoy en día sea más recordada por dos películas posteriores, María Antonieta (Marie Antoniette, 1938) y Mujeres (The Women, 1939). 
Durante los años del cine mudo, Shearer conoció la dura disciplina con la que debían trabajar los pioneros de la industria y las técnicas de interpretación cinematográfica naturalista, llegando a trabajar con algunos directores sobresalientes como David Wark Griffith, Victor Sjöström, Benjamin Christensen y Ernst Lubitsch. Contratada por Louis B. Mayer para su compañía, pasó a formar parte de la nómina de la Metro Goldwyn Mayer cuando esta fue fundada en 1924, como una de sus ingenuas. Allí su carrera se vería enormemente potenciada por el "Wonder Boy" de los estudios, Irving Thalberg, con el que se casaría en 1927. Poco a poco Shearer fue ganándose el favor del público de manera que al finalizar la década de los veinte, ya era una estrella inmensamente popular. 
Con todo, su posición se vería aún más afianzada con la llegada del cine sonoro, al cambiar por completo el registro de sus papeles, abandonando los personajes de ingenua tan típicos del período mudo por otros que ofrecían de ella una imagen moderna, elegante y liberada. Este cambio coincidió con un período en el que el código de censura Hays no había sido aún implantado con todo su rigor, por lo que el público pudo admirar a una Shearer absolutamente distinta, seductora, pero que se mantenía dentro de los códigos de la elegancia y el buen gusto más absolutos en títulos como La divorciada (The Divorcee, 1930), Alma libre (A Free Soul, 1931) o Vidas íntimas (Private Lives, 1931). 
Hija de Edith, que había sido actriz de teatro, y hermana de Athole Shearer, Edith Norma Shearer comenzó a actuar en el cine desde adolescente por influjo materno y de la mano de D. W. Griffith. Way Down East, de 1920, fue su bautizo en el celuloide, aunque tenía un minúsculo papel en la película.

## Carrera

### Primeros días
En enero de 1920, las tres mujeres Shearer llegaron a Nueva York, cada una de ellas arreglada para la ocasión. "Llevaba el pelo en pequeños rizos", recordaba Shearer, "y me sentía muy ambiciosa y orgullosa"." Sin embargo, su corazón se hundió cuando vio el apartamento que habían alquilado: "Había una cama doble, un catre sin colchón y una estufa con un solo chorro de gas. El baño común estaba al final de un pasillo largo y poco iluminado. Athole y yo nos turnábamos para dormir con mamá en la cama, pero el sueño era imposible de todos modos: los trenes elevados pasaban por delante de nuestra ventana cada pocos minutos".[cita requerida]
La presentación a Ziegfeld resultó igualmente desastrosa. Shearer fue rechazada de plano, al parecer la llamó "perra" y criticó sus ojos cruzados y sus piernas rechonchas. Siguió haciendo las rondas con su determinación intacta: "Me enteré de que Universal Pictures buscaba ocho chicas guapas para hacer de extras. Athole y yo nos presentamos y nos encontramos con 50 chicas por delante. Un ayudante del director de casting se paseó arriba y abajo mirándonos. Pasó por alto a las tres primeras y eligió a la cuarta. La quinta y la sexta no eran atractivas, pero la séptima serviría, y así sucesivamente, hasta que se seleccionaron siete, y él todavía estaba a unos tres metros por delante de nosotros. Hice una reflexión rápida. Tosí con fuerza y, cuando el hombre miró en dirección a la tos, me puse de puntillas y le sonreí. Al reconocer la incómoda treta a la que había recurrido, se rió abiertamente, se acercó a mí y me dijo: "Tú ganas, hermana. Eres la número ocho."  
Sin dejarse intimidar, Shearer arriesgó parte de sus ahorros en una consulta con el Dr. William Bates, pionero en el tratamiento del estrabismo[15][16][17], quien redactó una serie de ejercicios de fortalecimiento muscular que, tras muchos años de práctica diaria, conseguirían disimular la escayola de Shearer durante largos periodos de tiempo en la pantalla. Pasaba horas frente al espejo, ejercitando los ojos y haciendo poses que ocultaban o mejoraban los defectos físicos observados por Ziegfeld o Griffith. Por la noche, se sentaba en las galerías de los teatros de Broadway, estudiando las entradas de Ina Claire, Lynn Fontanne y Katharine Cornell.
En su desesperada necesidad de dinero, Shearer recurrió a algunos trabajos de modelo, que resultaron exitosos. Sobre su carrera de modelo, comentó: "Podía sonreír ante un pastel de jabón para la ropa como si fuera una cena en el Ritz. Posé con un collar de perlas de imitación. Posé con un gorro y un vestido de casa con una famosa fregona, para la pasta dental y para el refresco, manteniendo la boca en una pose silbante hasta que casi se congelaba de esa manera". Se convirtió en la nueva modelo de Kelly-Springfield Tires, se le concedió el título de "Miss Lotta Miles" y se la representó sentada dentro de la llanta de un neumático, sonriendo al tráfico desde un gran cartel iluminado.

### Hollywood

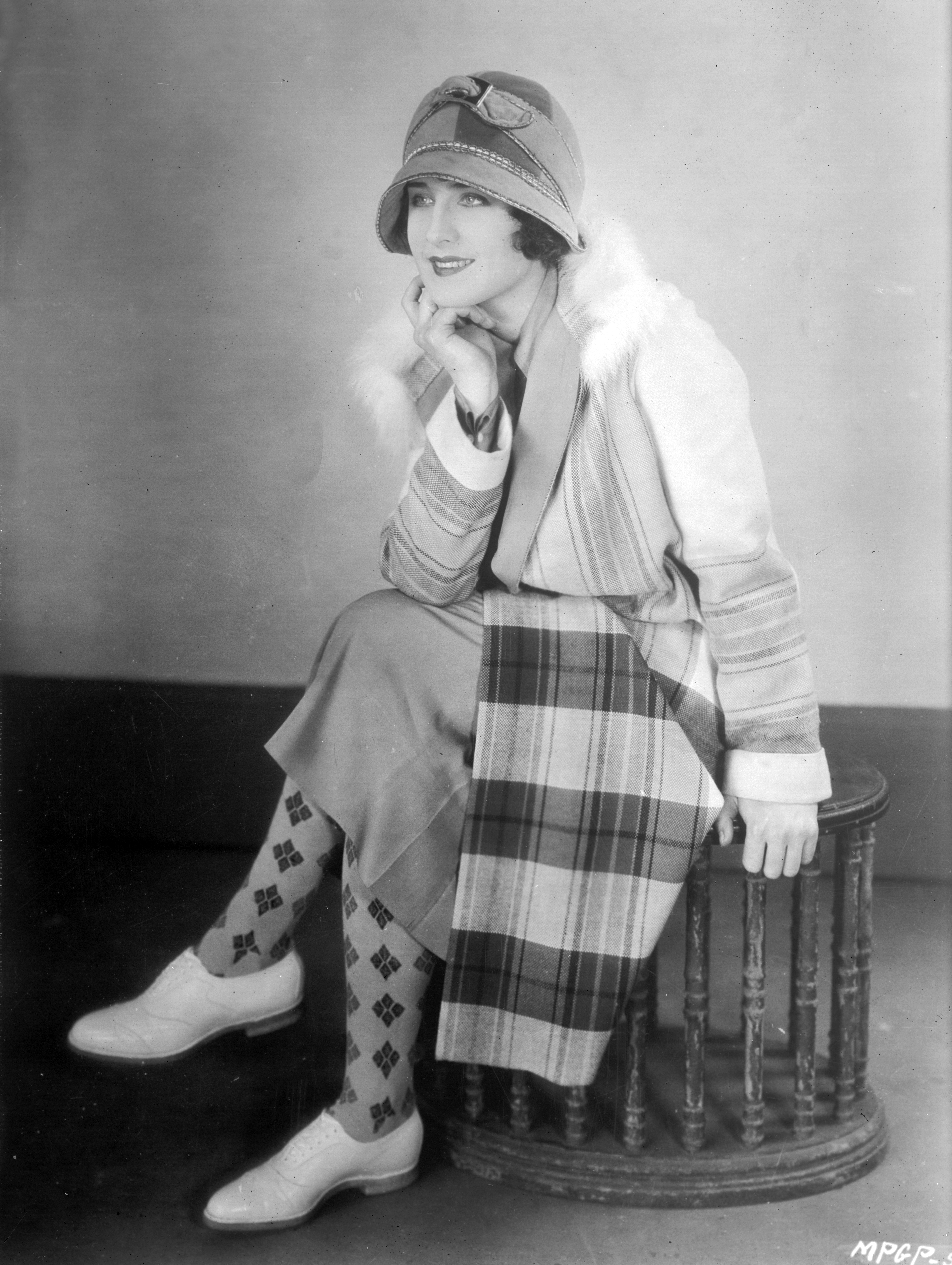
Shearer en una de las primeras fotos publicitarias de MGM

Shearer salió de Nueva York hacia el 17 de febrero. Acompañada por su madre, se sentía "peligrosamente segura de sí misma". mientras su tren se acercaba a Los Ángeles. Cuando no fue recibida, ni siquiera una hora después de su llegada, se dio cuenta de que no recibiría un trato de estrella por parte de su nuevo estudio. Desanimada, permitió que Edith llamara a un taxi.
En 1923 entró a formar parte de la MGM por consejo de uno de los productores más influyentes de la época, Irving Thalberg, que de hecho se había enamorado de ella y se convertiría en su marido el 29 de septiembre de 1927. Especializada en pequeños papeles secundarios, alcanzaría la fama como coprotagonista de The Student Prince in Old Heidelberg (El Príncipe Estudiante), película romántica de 1927 en la cual se dejaba seducir por Ramón Novarro.
Su primera película sonora fue The Trial of Mary Dugan, que aceptó protagonizar después de que otra pujante estrella del cine mudo, Madge Bellamy, rechazase hacerla. Solo un año después, su papel en La Divorciada le proporcionó el Óscar a la mejor actriz.
Su carrera iba viento en popa cuando, el 14 de septiembre de 1936, su marido Irving Thalberg falleció con apenas treinta y siete años aquejado de neumonía, lo que hizo que ella quisiera abandonar la pantalla. Pero su contrato con la MGM se lo impidió y tuvo, forzosamente, que aceptar protagonizar más películas, entre las cuales pudo haberse encontrado la mítica Lo que el viento se llevó de no haberse decantado el público por Vivien Leigh.
Su última película fue Her Cardboard Lover, en 1942, año en el que se volvió a casar con Martin Arrouge, un profesor de esquí diez años menor que ella.

## Retiro

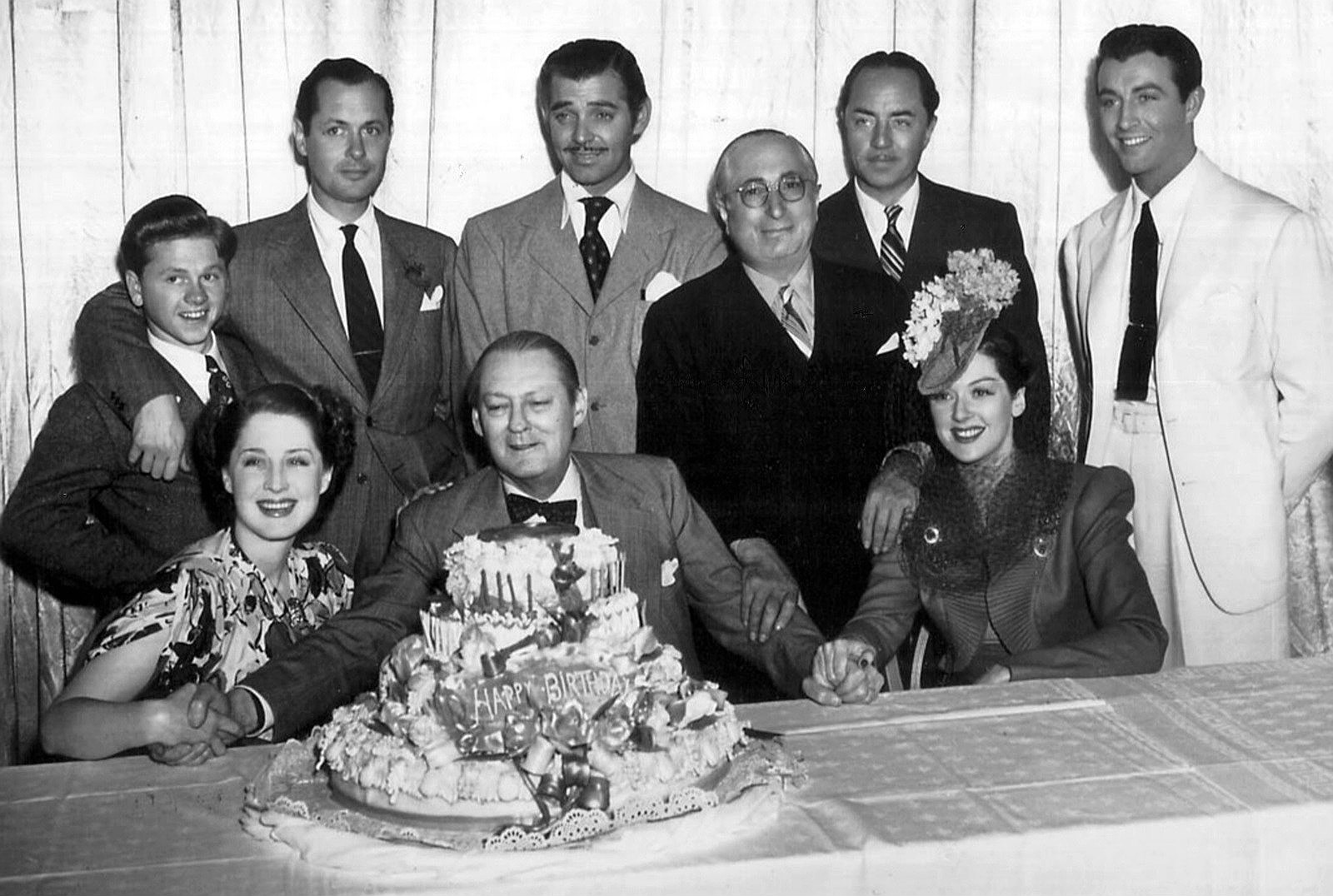
Lionel Barrymore cumple 61 años en 1939, de pie: Mickey Rooney, Robert Montgomery, Clark Gable, Louis B. Mayer, William Powell, Robert Taylor, sentados: Norma Shearer, Lionel Barrymore, y Rosalind Russell

Tras la inesperada muerte de Thalberg, el 14 de septiembre de 1936, Shearer contrató a un abogado para asegurarse de que los porcentajes de las películas en las que había trabajado Thalberg se siguieran pagando a su patrimonio, lo que fue impugnado por MGM. Cuando llevó la historia a la columnista de cotilleos Louella Parsons, el estudio se vio obligado a ceder y concedió todos los beneficios de las películas de MGM realizadas y estrenadas entre 1924 y 1938, lo que significó que la herencia recibió finalmente más de 1,5 millones de dólares en pagos porcentuales. No obstante, el contrato de Shearer fue renovado por seis películas a 150.000 dólares cada una[40]. Durante este tiempo, se embarcó en un breve romance con el joven actor James Stewart, y luego con el actor casado George Raft. Raft (que se había separado de su esposa años antes, poco después de casarse) declaró públicamente que quería casarse con Shearer. Sin embargo, la negativa de su mujer a permitir el divorcio y la desaprobación del jefe de los estudios MGM, Louis B. Mayer, hicieron que Shearer pusiera fin a la relación.

## Fallecimiento

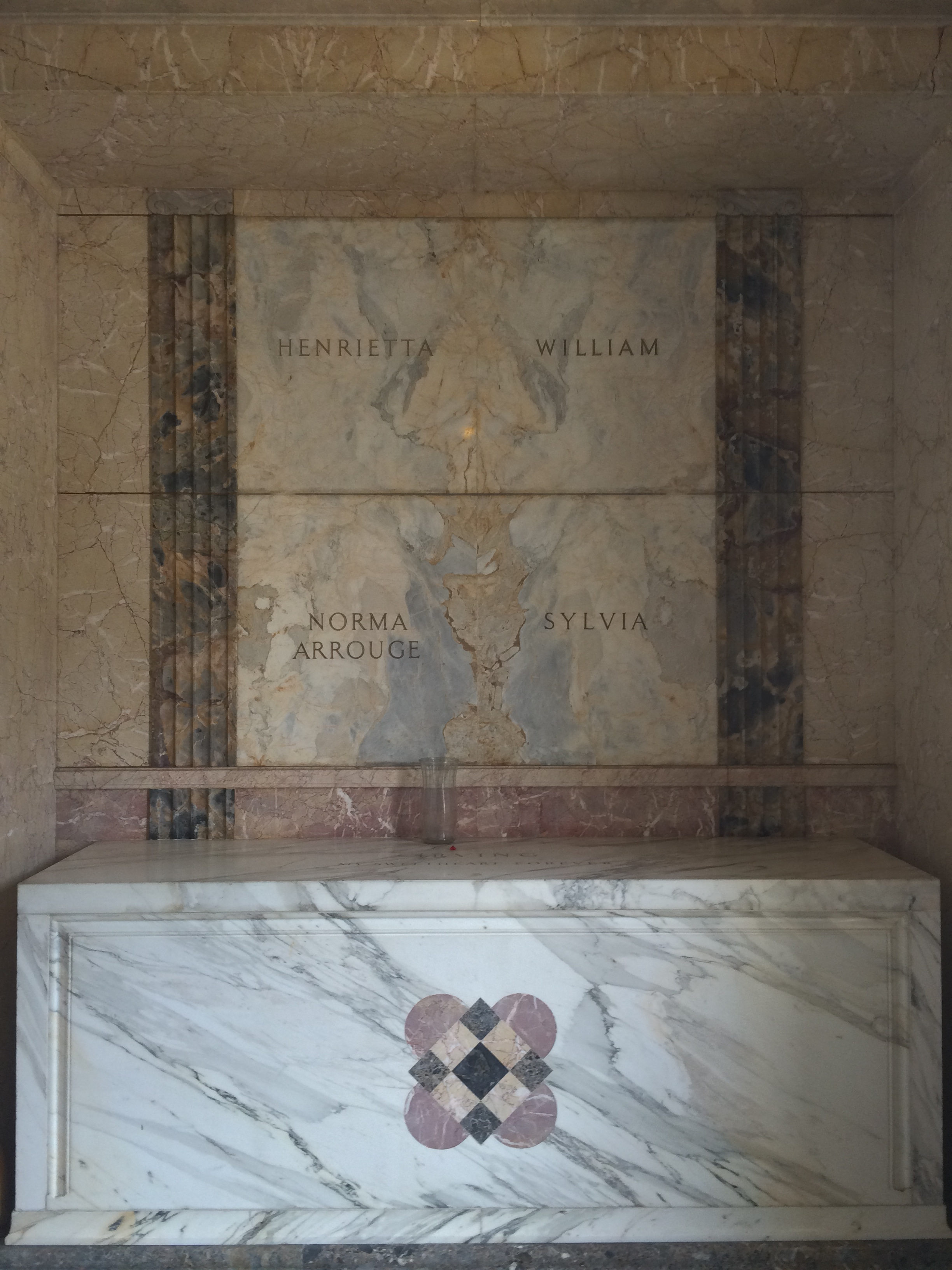
La cripta de Shearer en el Gran Mausoleo, Forest Lawn Glendale

El 12 de junio de 1983, Shearer falleció de una bronconeumonía y tras sufrir de alcoholismo y depresión durante los últimos años de su vida, en la Motion Picture Country Home de Woodland Hills, California, donde vivía desde 1980.
Está enterrada en el Gran Mausoleo del Forest Lawn Memorial Park de Glendale, California, en una cripta marcada como Norma Arrouge, junto con su primer marido, Irving Thalberg.

## Filmografía
- Her Cardboard Lover (1942) de George Cukor.
- Sucedió bailando (We Were Dancing) (1942) de Robert Z. Leonard
- Evasión (Escape, 1940) de Mervyn LeRoy.
- Mujeres (The Women, 1939) de George Cukor.
- Idiot's Delight (1939) de Clarence Brown.
- María Antonieta (1938) de W. S. Van Dyke.
- Romeo y Julieta (Romeo and Juliet, 1936) de George Cukor.
- Las vírgenes de Wimpole (The Barretts of Wimpole Street, 1934) de Sidney Franklin.
- Deslices (Riptide, 1934) de Edmund Goulding.
- Extraño intervalo (Strange Interlude, 1932) de Robert Z. Leonard
- La llama eterna (Smilin' Through, 1932) de Sidney Franklin.
- Vidas íntimas (Private Lives, 1931) de Sidney Franklin.
- Alma libre (A Free Soul, 1931) de Clarence Brown.
- Besos al pasar (Strangers May Kiss, 1931) de George Fitzmaurice.
- Seamos alegres (Let Us Be Gay, 1930) de Robert Z. Leonard
- La divorciada (The Divorcee, 1930) de Robert Z. Leonard
- Amanecer de amor (Their Own Desire, 1929) de E. Mason Hopper
- Hollywood Revue (Hollywood Revue of 1929, 1929) de Charles Reisner.
- La última aventura de Mrs. Cheyney (The Last of Mrs. Cheyney, 1929) de Sidney Franklin.
- The Trial of Mary Dugan (1929) de Bayard Veiller.
- A Lady of Chance (1928) de Robert Z. Leonard.
- La actriz (The Actress, 1928) de Sidney Franklin.
- Un flirteo a la moda (The Latest from Paris, 1928) de Sam Wood.
- El príncipe estudiante (The Student Prince In Old Heidelberg, 1927) de Ernst Lubitsch.
- Después de medianoche (After Midnight, 1927) de Monta Bell.
- The Demi-Bride (1927) de Robert Z. Leonard
- Upstage (1926) de Monta Bell.
- The Waning Sex (1926) de Robert Z. Leonard
- The Devil's Circus (1926) de Benjamin Christensen.
- La secretaria (His Secretary, 1925) de Hobart Henley.
- The Tower of Lies (1925) de Victor Seastrom.
- A Slave of Fashion (1925) de Hobart Henley.
- Pretty Ladies (1925) de Monta Bell.
- Waking Up the Town (1925) de Vernon Keyes.
- Lady of the Night (1925) de Monta Bell.
- Excuse Me (1925) de Alf Goulding.
- The Snob (1924) de Monta Bell.
- El que recibe el bofetón (He Who Gets Slapped, 1924) de Victor Sjostrom.
- Empty Hands (1924) de Victor Fleming.
- Broken Barriers (1924) de Reginald Barker.
- Broadway After Dark (1924) de Monta Bell.
- Blue Water (1924) de David M. Hartford.
- The Wolf Man(1924) de Edward Mortimer.
- The Trail of the Law (1924) de Oscar Apfel.
- Lucrecia Lombard (Lucretia Lombard, 1923) de Jack Conway.
- The Wanters (1923) de John M. Stahl.
- Pleasure Mad (1923) de Reginald Barker.
- The Devil's Partner (1923) de Caryl S. Fleming
- Man and Wife (1923) de John L. McCutheon.
- A Clouded Name (1923) de Austin O. Huhn
- The Bootleggers (1922) de Roy Sheldon.
- Channing of the Northwest (1922) de Ralph Ince.
- The Man Who Paid (1922) de Oscar Apfel.
- The End of the World (1922).
- The Leather Pushers (1922) de Harry Pollard.
- The Sign on the Door (1921) de Herbert Brenon.
- The Stealers (1920) de Christy Cabanne.
- Torchy's Millions (1920).
- The Restless Sex (1920) de Robert Z. Leonard
- Las dos tormentas (Way Down East, 1920) de David Wark Griffith.
- The Flapper (1920) de Alan Crosland.

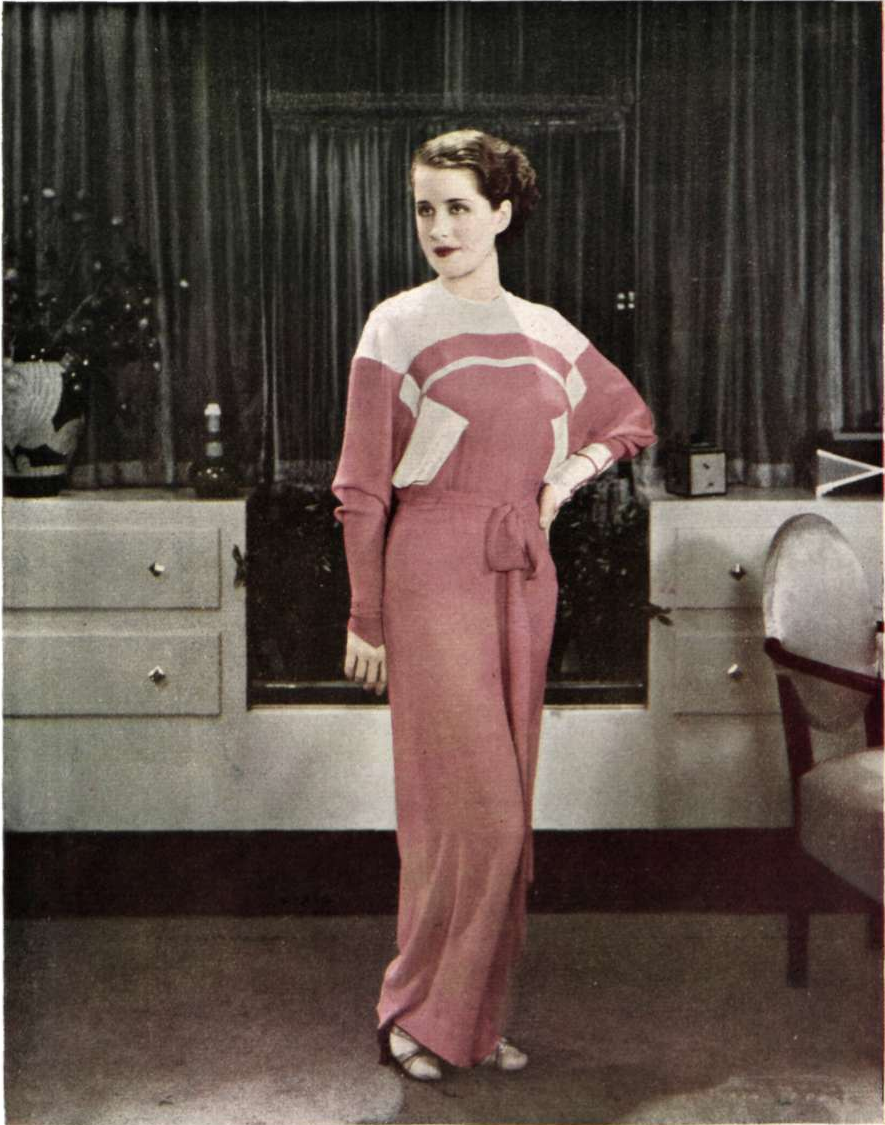
Shearer en foto a color a publicada por Caras y Caretas (Argentina), 13/9/1930.

## Premios y distinciones
Premios Óscar
| Año  | Categoría               | Película                       | Resultado |
| ---- | ----------------------- | ------------------------------ | --------- |
| 1930 | Óscar a la mejor actriz | La divorciada                  | Ganadora  |
| 1930 | Óscar a la mejor actriz | Caprichos                      | Nominada  |
| 1931 | Mejor actriz            | Alma libre                     | Nominada  |
| 1935 | Mejor actriz            | Las vírgenes de Wimpole Street | Nominada  |
| 1937 | Mejor actriz            | Romeo y Julieta                | Nominada  |
| 1938 | Mejor actriz            | María Antonieta                | Nominada  |

Festival Internacional de Cine de Venecia
| Año  | Categoría                    | Película        | Resultado |
| ---- | ---------------------------- | --------------- | --------- |
| 1938 | Copa Volpi a la mejor actriz | María Antonieta | Ganadora  |